# Cheltenham
Cheltenham (/ˈtʃɛltənəm/) es una ciudad balneario y borough situada en el condado británico de Gloucestershire, cerca de las ciudades de Gloucester y Cirencester.
La ciudad está situada al borde de los Cotswolds y posee fama en todo el país de ser una ciudad adinerada y bastante chic. Tras el descubrimiento en 1716 de aguas termales, Cheltenham ha sido un destino de vacaciones y de relax para personas pudientes de toda Inglaterra, de ahí que también se la conozca como Cheltenham-spa. El pequeño río Chelt fluye a través y bajo la ciudad.
Cheltenham es también conocida por su arquitectura victoriana y por ser el lugar donde se celebra una de las carreras de caballos más importantes del calendario, la Cheltenham Gold Cup, así como un festival de jazz.
Entre los personajes más destacados que esta ciudad ha dado sobresalen el compositor Gustav Holst, el actor Robert Hardy, Edward Jenner, el inventor de la vacuna; Arthur Harris, mariscal de la Royal Air Force durante la Segunda Guerra Mundial, y Brian Jones, ex guitarrista de los Rolling Stones), entre otros.
El centro de comunicaciones del gobierno británico, el GCHQ, tiene su sede en Cheltenham.

## Ciudades hermanadas
Cheltenham mantiene un hermanamiento de ciudades con:
- Annecy, Auvernia-Ródano-Alpes, Francia.
- Cheltenham, Pensilvania, Estados Unidos.
- Gotinga, Baja Sajonia, Alemania.
- Kisumu, Kenia.
- Sochi, Distrito federal del Sur, Rusia.
- Stampersgat, Países Bajos.
- Weihai, Shandong, China.